# Harry Kaye
George "Harry" Kaye (19 tháng 4 năm 1919 - 1992) là một cầu thủ bóng đá người Anh thi đấu ở vị trí hậu vệ, thi đấu cho Bradford City với vai trò khách mời thời chiến trong Thế chiến thứ II, trước khi gia nhập Liverpool. Ông chỉ thi đấu vài trận cho Liverpool trước khi chuyển đến Swindon Town.